# Urocitellus armatus
Urocitellus armatus är en däggdjursart som beskrevs av Robert Kennicott 1863. Den ingår i släktet Urocitellus och familjen ekorrar. IUCN kategoriserar arten globalt som livskraftig. Inga underarter finns listade i Catalogue of Life.

## Taxonomi
Arten har tidigare förts till släktet sislar (Spermophilus), men efter DNA-studier som visat att arterna i detta släkte var parafyletiska med avseende på präriehundar, släktet Ammospermophilus och murmeldjur, har det delats upp i flera släkten, bland annat Urocitellus.

## Beskrivning
Arten har en gråbrun päls med ljusare sidor och beige till vit undersida. Svansen har mörkare gråbruna ovan- och undersidor med ljusare kanter. Kroppslängden är 28 till 30 cm, svanslängden 6,3 till 8 cm, och vikten varierar mellan 284 och 425 g.

## Ekologi
Habitaten utgörs av öppna naturtyper, som torrängar, betesmarker och odlade fält, gärna i högdalar. Arten kan även förekomma på buskstäpper med bland annat malörtsväxter. Arten gräver ut gångsystem under jorden. Den sover inte bara vintersömn, utan kan även dra sig undan inför sensommaren, så att den bara är ovan jord i 3 till 3,5 månader per år.

### Föda
Urocitellus armatus lever av frön, gröna växtdelar, ryggradslösa djur som daggmaskar och en del ryggradsdjur. Vinter- och sommarvilorna klarar den främst genom att äta upp sig, men den kan även lagra en del frön i sina bon.

### Fortplantning
Parningssäsongen infaller efter vintervilans slut i mars eller april. Hanarna lockar till sig parningsvilliga honor genom läten och luktmarkeringar. Efter 28 dygns dräktighet föder honan 7 till 8 ungar (4 till 5 för förstfödande, ettåriga honor). Ungarna blir självständiga efter omkring 24 dygn.

## Utbredning
Utbredningsområdet omfattar bergstrakterna i västra USA från sydvästra Montana över östra Idaho och västra Wyoming till södra Utah.

## Bildgalleri

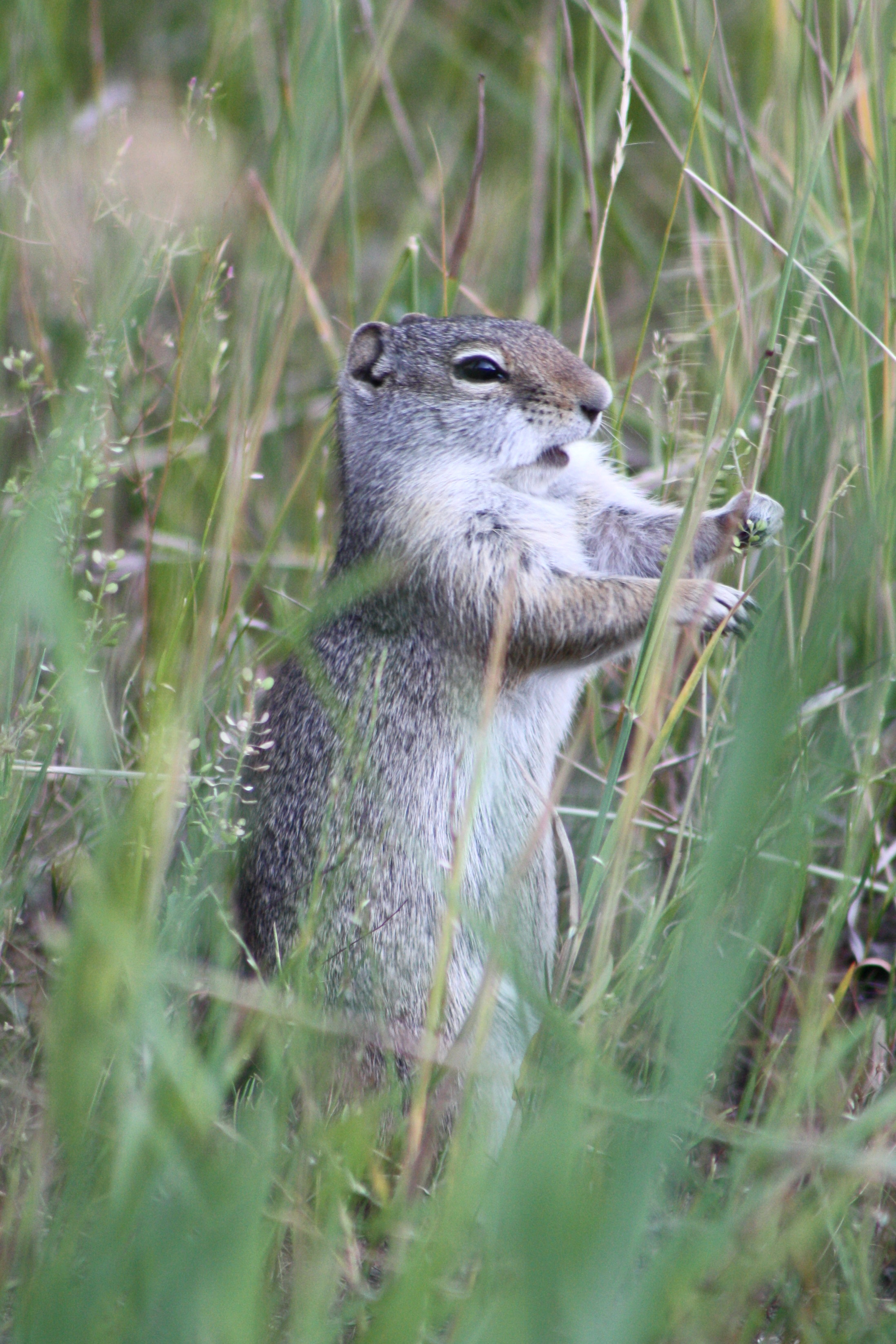
Urocitellus armatus från Wyoming.
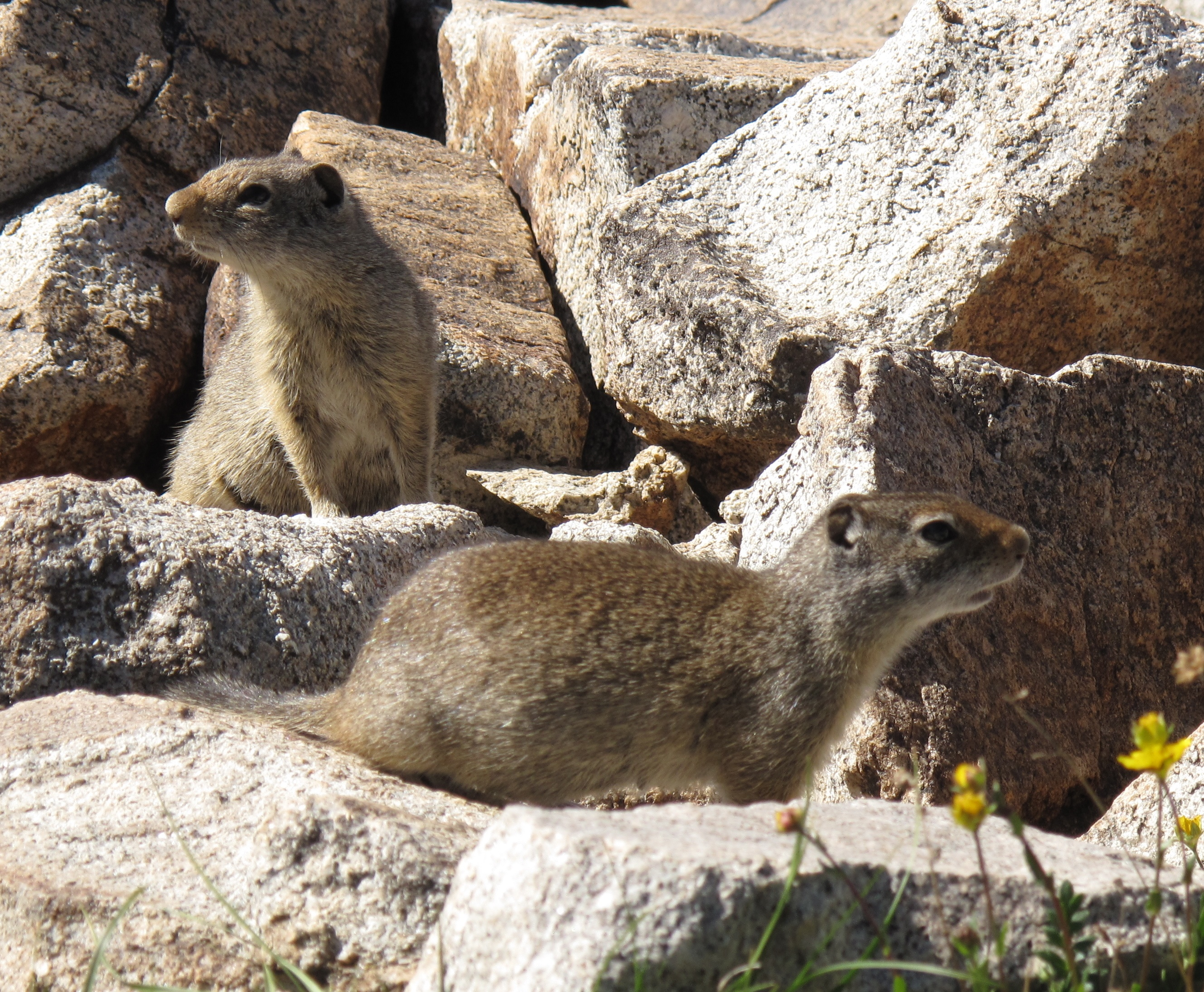
Två sislar (Urocitellus armatus) på klippor.